# Na krawędzi (serial telewizyjny)
Na krawędzi – polski serial kryminalno-sensacyjny w reżyserii Macieja Dutkiewicza, emitowany od 28 lutego 2013 do 20 listopada 2014 na antenie Polsatu.

## Fabuła
Marta Sajno (Urszula Grabowska) po wielu latach na emigracji w Kanadzie, decyduje się powrócić do Polski i samodzielnie wymierzyć sprawiedliwość tym, którzy wiele lat wcześniej dokonali na niej gwałtu. Kobieta stara się pokonać zmowę milczenia służb i zakłada fundację „La Liberta” wspierającą ofiary nadużyć seksualnych, gdzie wspólnie szuka rozwiązań, by ukarać sprawców.

## Obsada

### Debiut w sezonie I
- Urszula Grabowska jako Marta Sajno z domu Orpik, właścicielka fundacji La Liberta
- Marek Bukowski jako Tomasz Kamiński, mąż Jolki, szef grupy specjalnej
- Maria Niklińska jako Anna Sajno, córka Marty Sajno i bandyty "Kulawego"
- Przemysław Sadowski jako starszy aspirant Andrzej Czyż
- Maja Hirsch jako Tamara Madejska
- Agnieszka Wagner jako Dorota Wolańska, żona Ryszarda, matka Karoliny
- Krzysztof Stelmaszyk jako sędzia Edward Zawada, mąż Sylwii
- Joanna Kulig jako Sylwia Zawada, żona Edwarda
- Mariusz Bonaszewski jako mecenas Jerzy Niemczyk
- Mateusz Damięcki jako prokurator Marek Frydrych
- Agnieszka Warchulska jako Jolka Kamińska, żona Tomka
- Karolina Chapko jako Karolina Wolańska, córka Ryszarda i Doroty
- Jacek Kopczyński jako "Cichy", niemy ochroniarz Marty Sajno
- Mirosław Baka jako mecenas Adam  Karski
- Piotr Fronczewski jako prezes Mirosław Leszczyński, ojciec "Kulawego", dziadek Anny Sajno
- Łukasz Simlat jako Robert Protasiewicz "Protas"
- Jakub Wieczorek jako starszy aspirant później podinspektor Wiesław Potocki
- Olga Bołądź jako Krystyna Janicka-Potocka, żona Wiesława
- Robert Koszucki jako Robert Majerski "Mayer", chłopak Anny Sajno
- Krzysztof Pieczyński jako Ryszard Kołtun vel Wolański, mąż Doroty, ojciec Karoliny
- Aleksandra Szwed jako Bayo Akijame
- Maciej Robakiewicz jako Marek Leszczyński "Kulawy", gwałciciel Marty Sajno i morderca Bayo, syn Mirosława, ojciec Anny Sajno
- Artur Dziurman jako Zbigniew Jarosz, człowiek"Kulawego"
- Emilia Krakowska jako Janina Orpik, matka Marty Sajno, babcia Anny Sajno
- Piotr Grabowski jako Maciek, dawny chłopak Marty Sajno z młodości

### Debiut w sezonie II
- Kamilla Baar − jako nadkomisarz Lena Korcz
- Krzysztof Dracz − jako Waxman
- Weronika Książkiewicz − jako Natalia Waxman
- Marcin Rogacewicz − jako Marek Stroba, dziennikarz
- Ilona Ostrowska jako Wanda Malarska vel Teresa Lande, siostra Krzysztofa
- Grzegorz Małecki − jako Krzysztof Kędzierski, brat Wandy, kochanek Tamary
- Jacek Rozenek − jako Wiktor Kruger vel Marc Lande, mąż Ingi
- Rafał Królikowski - jako Paweł Gracz
- Michał Czernecki − jako Piotr Tkacz, człowiek Waxmana
- Dariusz Toczek − jako Andrzej Magnuski „Magnus”, informator, zabity przez Dariusza Wolskiego
- Andrzej Andrzejewski − jako Dariusz Wolski, człowiek Niżyńskiego, zabójca „Magnusa”
- Tomasz Bednarek − jako lekarz

## Spis serii
| Seria | Odcinki    | Sezon       | Premiera serii  | Finał serii       | Pora emisji/dzień udostępniania | Stacja/platforma | Średnia oglądalność |
| ----- | ---------- | ----------- | --------------- | ----------------- | ------------------------------- | ---------------- | ------------------- |
| 1.    | 1–13 (13)  | wiosna 2013 | 28 lutego 2013  | 23 maja 2013      | czwartek, 22:00                 | Polsat           | 1 876 868           |
| 2.    | 14–26 (13) | lato 2014   | 1 lipca 2014    | 23 września 2014  | wtorek                          | Ipla             | nd.                 |
| 2.    | 14–26 (13) | jesień 2014 | 4 września 2014 | 20 listopada 2014 | czwartek, 22:00                 | Polsat           | 1 494 034           |